# ABBA-slágerek magyarul
Az ABBA-slágerek magyarul című album az Éva-Neoton 1992-ben kiadott albuma, mely csak kazettán jelent meg. Az album a svéd ABBA együttes slágereinek magyar átiratát tartalmazza.

## Megjelenések
| Ország       | Formátum | Sorszám    | Kiadó               | Év   |
| ------------ | -------- | ---------- | ------------------- | ---- |
| Magyarország | MC       | SLPM 37638 | Hungaroton Gong Kft | 1992 |

## Az album dalai
- Dancing Queen – Hercegnő
- Name Of The Game – Mondd, mire való
- Mamma Mia
- S.O.S:
- One of Us – Gondoltál-e arra
- Waterloo
- Chiquitita
- Does Your Mother Know – Mit szólna az édesanyád
- Fernando
- Arrival